# Puerto Villarroel (gemeente)
Puerto Villarroel is een gemeente (municipio) in de Boliviaanse provincie Carrasco in het departement Cochabamba. De gemeente telt naar schatting 51.403 inwoners (2018). De hoofdplaats is Puerto Villarroel.
De bevolking woont aan de oevers van de rivier de Ichilo en bestaat voornamelijk uit Mojeños, met meer dan 80% van de bevolking. Er zijn ook een aanzienlijk aantal Quechuas en de inheemse bevolking van de Yuquis, een etnische groep die met uitsterven wordt bedreigd.
Het heeft de grootste commerciële haven in de tropische zone van Cochabamba die het verbindt met het oosten van Bolivia. Het ligt op 254 km van de stad Cochabamba en op 201 km van de stad Santa Cruz de la Sierra.
Puerto Villarroel heeft een aangenaam klimaat en het gebied onderscheidt zich door zijn toeristische en culturele attracties.